# TerraTrike
TerraTrike — американская компания, специализирующаяся на производстве лежачих трёхколёсных велосипедов типа рикумбент или лигерад. Компания базируется в городе Гранд-Рапидс (Мичиган, США).

## История
Компания была основана в 1997 году как WizWheelz Inc. её сооснователями — Джеком Висвеллом и Уэйном Умом. Идея создания трёхколёсного велосипеда появилась ещё в 1995 году, когда Висвелл набросал первые чертежи на салфетке во время рождественской вечеринки. Совместно с бывшим партнёром Питером Доланом они вложили по $1000 из личных сбережений, чтобы запустить производство.
Первый трехколёсный велосипед был выпущен в марте 1997 года. В 2005 году к команде присоединился Майк Кессенич в качестве менеджера производства, что позволило улучшить процессы массового выпуска продукции. В 2007 году был нанят Джефф Йонкер, который занялся развитием маркетинга и продвижением компании через социальные сети и СМИ.

## Продукция
На 2013 год модельный ряд TerraTrike состоял из пяти моделей:
- Rover
- Rambler
- Tour II
- Sportster
- Tandem Pro

Каждая модель предлагала от 3 до 5 различных вариантов комплектации, что позволяло адаптировать велосипед под нужды конкретного пользователя.

## Награды и достижения
- 26 марта 2013 — TerraTrike включена в список «50 компаний штата Мичиган, за которыми стоит наблюдать».[9]
- 31 мая 2013 — генеральный директор Джек Висвелл и финансовый директор Уэйн Ум становятся финалистами премии Эрнста & Янга «Предприниматель года 2013» в категории штатов Мичиган и Северный Огайо.[10]
- 25 ноября 2012 — участие в благотворительной акции по сбору средств для больных с синдромом БАС.[11]
- 11 мая 2012 — велосипед TerraTrike становится популярным после освещения в СМИ как «велосипеда, созданного на салфетке».[3]
- 24 мая 2011 — велосипед TerraTrike используется в эфире телешоу «Поздно ночью с Джимми Фаллоном» в гонке с актрисой Королевой Лэтифой.[12]